# Феликс, Тьерри
Тьерри́ Фели́кс (фр. Thierry Félix; род. 1965) — французский певец, бас-баритон.
Окончил Парижскую консерваторию. В 1992 г. стал вторым по счёту победителем Международного конкурса имени королевы Елизаветы в вокальной номинации.
Феликс постоянно выступает в басовых оперных партиях, хотя и не главных (Мазетто в «Дон Жуане» Моцарта, капитан Зунига в «Кармен» Бизе и т. п.). В репертуаре Феликса также басовые партии в кантатах и ораториях Баха, Гайдна, «Немецком реквиеме» Брамса, песни Шуберта, Форе, Дебюсси и др.